# المهمة (فلم 2016)
المهمة (بالإنجليزية:The Assignment، كما يعرف ب: Tomboy, a Revenger's Tale) هو فيلم جريمة و فيلم متعلّق بالمثليين، أُصدر في 11 سبتمبر 2016، في مهرجان تورونتو السينمائي الدولي، وفي 3 مارس 2017 في الولايات المتحدة الأمريكية. ومن توزيع Saban Capital Group، وقد أخرجه الأمريكي والتر هيل، وشارك في التأليف هيل ودينيس هاميل. الفيلم من بطولة ميشيل رودريجيز، وتوني شلهوب، وانتوني لابالايا، وكيتلين جيرارد، وسيغورني ويفر.
عرض الفلم الأول كان في مهرجان تورونتو السينمائي الدولي في أيلول / سبتمبر 11 2016 قبل إطلاقه من خلال الفيديو حسب الطلب في 3 مارس عام 2017 ، قبل الإصدار المحدود في 7 أبريل 2017، لسابان للافلام.

## القصة
د. راشيل كاي (سيغورني ويفر) هي طبيبة فاسدة مع رؤيتها الغريبة لعالم أفضل، بعد فقدان شقيقها بواسطة القاتل المأجور فرانك كيتشن (ميشيل رودريغيز). في تجربة لتقييم مدى اهمية الهوية الجسدية. كاي أجرت عملية تغيير الجنس على كيتشن لكي يبدأ حياته من جديد.
عندما اكتشف كيتشن ان العملية لا يمكن عكسها، قام بقتل اغلب المشاركين في عملية تغيير الجنس .

## طاقم التمثيل
- ميشيل رودريغز
- تيري تشن
- بول ماكغيليون
- كيتلين جيرارد
- إيفيت نيكول براون
- توني شلهوب
- أنتوني لابالیا
- سيغورني ويفر
- زاك سانتياغو

## الإنتاج

### التصوير
صوّر الفيلم في فانكوفر، وكان James Liston ‏ مديرًا لتصوير الفيلم.

### الموسيقى
موسيقى الفيلم التصويرية من تلحين راي كودر.

## الاستقبال

### الجوائز والترشيحات
الجوائز
الترشيحات

## روابط خارجية
- مقالات تستعمل روابط فنية بلا صلة مع ويكي بيانات